# Fenobarbital
Fenobarbital (merknaam Luminal) is een barbituraat. Het werd in 1904 gesynthetiseerd door Emil Fischer en in 1912 op de markt gebracht door de Duitse chemische fabriek Friedrich Bayer & Co.. Fenobarbital werd voornamelijk als kalmeringsmiddel toegepast. De arts Alfred Hauptmann ontdekte dat het ook als anti-epilepticum bruikbaar was, en het tot dan toe gebruikelijke, veel giftiger bromide kon vervangen. Tot in de jaren zestig was het een veelgebruikt geneesmiddel. Het veroorzaakt depressie van het centrale zenuwstelsel.
Doordat het middel erg lang werkt, wisselwerkingen met veel andere medicijnen heeft en zeker bij overdosering erg gevaarlijk kan zijn, wordt het bijna niet meer voorgeschreven als kalmerings- en slaapmiddel. De tegenwoordige benzodiazepinen zijn beter geschikt. Voor de behandeling van epilepsie wordt het middel nog wel toegepast. Het wordt per injectie, maar ook nog oraal toegediend.
Verder heeft het een plaats bij palliatieve sedatie.
De stof is opgenomen in de lijst van essentiële geneesmiddelen van de WHO.